# Core Team
Core Team – zespół zarządzający rozwojem systemu FreeBSD.
Odpowiada za wyznaczanie celów i kierunku rozwoju systemu. Podejmuje mediacje i ostateczne rozstrzygnięcia w przypadku różnic zdań między osobami i zespołami zaangażowanymi w projekt. Wyznacza odpowiedzialnych za zespoły robocze pracujące nad rozwojem i bieżącym utrzymaniem FreeBSD, np. oficera ds. bezpieczeństwa (security officer), wydań oraz system portów. Członkowie Core Team decydują o przyznawaniu pełnego dostępu dla programistów wspierających rozwój systemu. W przypadku naruszenia wewnętrznych zasad postępowania decydują o nałożeniu kar. Do jego zadań należy także interpretacja zasad kierujących projektem — w tym wyborczych — jeśli zachodzi konieczność ich doprecyzowania.
Core Team FreeBSD jest odpowiednikiem podobnego ciała nadzorującego rozwój NetBSD – zwanego Core Group.

## Skład
Obecny skład 12 kadencji zespołu (core.12) wybrany w 2022:
- Baptiste Daroussin,
- Benedict Reuschling,
- Ed Maste,
- Greg Lehey,
- John Baldwin,
- Li-Wen Hsu,
- Emmanuel Vadot,
- Tobias C. Berner,
- Mateusz Piotrowski.

## Historia i zasady działania
Core Team wywodzi się z nieoficjalnej grupy programistów, którzy zainicjowali projekt FreeBSD. Pierwotnie liczył ok. 11 osób, a jego członkiem można było zostać jedynie poprzez zaproszenie wystosowane przez pozostałych członków.
Wraz z rozwojem projektu rozrastał się sam Core Team jak i cały zespół programistów pracujących nad systemem. Między 1993 a 2000 liczba członków wzrosła do 18, zaś programistów z 18 do 200. Stara, nieformalna struktura przestawała funkcjonować, co doprowadziło wiosną 2000 do dyskusji nad przyszłością organizacji, która ukształtowała nowe reguły projektu.
Obecnie zespół działa i jest wybierany w oparciu o zasady sformułowane przez Jonathana Lemona, Warnera Losha i Wesa Petersa. Zostały one przyjęte głosami 117 programistów wobec 5 przeciwnych 28 sierpnia 2000.
Core Team jest od tamtej pory ciałem obieralnym liczącym 9 członków, których spośród zgłoszonych kandydatów wybierają oficjalni programiści projektu posiadający prawo modyfikowania kodu w systemowym repozytorium — tzw. committers. Do udziału w głosowaniu są uprawnieni jedynie ci z nich, którzy wprowadzili zmiany do repozytorium przynajmniej raz w ciągu ostatnich 12 miesięcy (active committers).
Pierwsze wybory miały miejsce we wrześniu 2000. Stanęło do nich 19 kandydatów — w tym 8 z wcześniejszego, nieobieralnego składu — 5 z nich zostało wybranych do nowego.
Wybory odbywają się najpóźniej 2 lata od ostatniego głosowania, nawet jeśli poprzednie były przedterminowe. Wcześniejsze wybory ogłasza się, jeśli liczba członków zespołu spadnie poniżej 7. Muszą się one odbyć także wówczas, gdy wystąpi o nie 1/3 spośród aktywnych programistów projektu.
Członkowie zespołu — podobnie jak pozostali committers — są usuwalni większością 2/3 głosów pozostałych członków Core Team. Przysługuje im także prawo rezygnacji z udziału w jego pracach.

### Procedura wyborcza
- Core Team zapowiada wybory 6 tygodni przed ich datą i wybiera sekretarza wyborczego, który przeprowadzi wybory[2][3],
- od ogłoszenia wyborczego chętni spośród aktywnych programistów mogą zgłaszać swoje kandydatury i publikować oświadczenia wyborcze. Zgłoszenie muszą zostać wydane najpóźniej tydzień przed rozpoczęciem wyborów[2][3],
- głosowanie trwa 4 tygodnie (długi czas uwzględnia ochotniczy charakter prac oraz rozproszenie geograficzne uczestników)[2][5],
- każdy z aktywnych programistów może raz oddać swój głos na maksymalnie 9 spośród zgłoszonych kandydatur[2][3],
- w przeciągu tygodnia następuje przeliczenie oddanych głosów i ogłoszenie wyników[2][3],
- nowo wybrany zespół przejmuje obowiązki w ciągu następnego tygodnia od momentu ogłoszenia wyników[2][3].

W sytuacjach nierozstrzygniętych, gdy więcej niż jedna osoba uzyska tą samą, kwalifikującą liczbę głosów, decydują pozostali nowo wybrani członkowie Core Team, których wybór dokonał się jednoznacznie.
Ordynacja wyborcza może zostać zmieniona większością 2/3 głosów, o ile w głosowaniu weźmie udział przynajmniej 50 proc. aktywnych programistów.